# Сангалыкское месторождение диорита
Сангалыкское месторождение диорита расположено в северо-восточной части Учалинского района республики Башкортостан, в 20 км севернее города Учалы, в 4 км севернее промышленной площадки, использующее данное сырьё. Месторождение содержит диориты и щебень, который используется для строительных работ и строительства автомобильных дорог.

## Разработка месторождения
Разработку месторождения ведёт предприятие «Сангалыкский диоритовый карьер», которое было основано 21 февраля 2001 года. Предприятие ведёт разработку открытым способом Сангалыкского  месторождения габбро-диоритов и переработку добытой горной массы с получением высококачественных строительных материалов: щебня различных фракций, песка, а также отсевов дробления.